# Serrognathus mirabilis
Serrognathus mirabilis es una especie de coleóptero de la familia Lucanidae.

## Distribución geográfica
Habita en Borneo y Sumatra en (Indonesia).